# Préfecture de Boké
La préfecture de Boké est une subdivision administrative de la Guinée. Elle dépend de la région de Boké et la ville de Boké en est le chef-lieu.

## Géographie
La préfecture de Boké est située en Guinée maritime. Elle est limitée au Nord par la Guinée-Bissau, au Nord-Ouest par la préfecture de Gaoual, à l'Ouest par celle de Télimélé, au Sud par celle de Boffa et à l'Ouest par l'océan Atlantique.

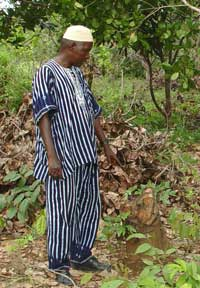
A cashew plantation owner in the Boké prefecture.

## Subdivision administrative
La préfecture de Boké est subdivisée en dix (10) sous-préfectures: Boké-Centre, Bintimodiya, Dabiss, Kamsar, Kanfarandé, Kolaboui, Malapouyah, Sangaredi, Sansalé et Tanéné.

## Population
En 2016, la préfecture comptait 481 007 habitants.